# Ankhesenpepi III
Ankhesenpepi III (ˁnḫ n=s Ppj, "La seva vida pertany a Pepi") va ser una reina egípcia de la VI dinastia. Era una esposa del rei Pepi II, que probablement era el seu oncle. Era filla de Nemtiemsaf I i va rebre el nom de la seva àvia, Ankhesenpepi I.
Els seus títols coneguts eren els següents:
- Dona del Rei (hmt-niswt)
- Filla del Rei (z3t-niswt)

Ankhesenpepi III va ser enterrada en una piràmide propera a la del seu avi Pepi I, trobada per Audran Labrousse l'any 2003. La part principal del seu sarcòfag era de pedra sorrenca i estava encastat al terra de la cambra funerària. La tapa del sarcòfag estava feta de granit rosa.